# Grand Critérium de vitesse de la Côte d'Azur
Pour les articles homonymes, voir Grand Critérium.
Groupe I
Le Grand Critérium de vitesse de la Côte d'Azur est une course hippique de trot attelé se déroulant au mois de mars sur l'hippodrome de la Côte d'Azur, à Cagnes-sur-Mer.
C'est une course internationale de Groupe I réservée aux chevaux de 4  à   11 ans, hongres exclus, ayant gagné au moins 130 000 €. C'était une étape du Grand Circuit européen de trot, jusqu'à sa disparition en 2011.
Depuis sa création en 1958, elle se court sur la distance de 1 609 mètres (1 mille), départ autostart. L'allocation s'élève à 200 000 €, dont 90 000 € pour le vainqueur.
En 2024, le fils de Varenne (détenteur d'un ancien record de l'épreuve), Vernissage Grif, bat le record d'Europe de trot en 1'08"1.

## Palmarès
| Année | Vainqueur         | S/A  | Pays       | Père              | Driver                | Deuxième           | Troisième          | Réd.km |
| ----- | ----------------- | ---- | ---------- | ----------------- | --------------------- | ------------------ | ------------------ | ------ |
| 2025  | Émeraude de Bais  | F.11 | France     | Repeat Love       | Franck Nivard         | Étonnant           | Ampia Mede SM      | 1'10"7 |
| 2024  | Vernissage Grif   | M.10 | Italie     | Varenne           | Alessandro Gocciadoro | Émeraude de Bais   | Go on Boy          | 1'08"1 |
| 2023  | Vivid Wise As     | M.9  | Italie     | Yankee Glide      | Matthieu Abrivard     | Émeraude de Bais   | Gently de Muze     | 1'09"1 |
| 2022  | Étonnant          | M.8  | France     | Timoko            | Anthony Barrier       | Vivid Wise As      | Billie de Montfort | 1'09"9 |
| 2021  | Vivid Wise As     | M.7  | Italie     | Yankee Glide      | Alessandro Gocciadoro | Délia du Pommereux | Bahia Quesnot      | 1'10"1 |
| 2020  | Vivid Wise As     | M.6  | Italie     | Yankee Glide      | Alessandro Gocciadoro | Earl Simon         | Billie de Montfort | 1'09"7 |
| 2019  | Readly Express    | M.7  | Suède      | Ready Cash        | Björn Goop            | Dijon              | Bahia Quesnot      | 1'08"9 |
| 2018  | Bold Eagle        | M.7  | France     | Ready Cash        | Franck Nivard         | Billie de Montfort | Dijon              | 1'08"9 |
| 2017  | Timoko            | M.10 | France     | Imoko             | Björn Goop            | Un Mec d'Héripré   | Red Rose America   | 1'09"5 |
| 2016  | Timoko            | M.9  | France     | Imoko             | Björn Goop            | Oasis Bi           | Luckycharm Hanover | 1'10"2 |
| 2015  | Timoko            | M.8  | France     | Imoko             | Björn Goop            | Maven              | Vanika du Ruel     | 1'11"3 |
| 2014  | Univers de Pan    | M.6  | France     | Kenya du Pont     | Philippe Daugeard     | Pascia' Lest       | Vanika du Ruel     | 1'10"  |
| 2013  | Timoko            | M.6  | France     | Imoko             | Jos Verbeeck          | The Best Madrik    | Rêve de Beylev     | 1'10"2 |
| 2012  | Santa Rosa France | F.6  | France     | Kaisy Dream       | William Bigeon        | Quaker Jet         | Rêve de Beylev     | 1'10"  |
| 2011  | Quaker Jet        | M.7  | France     | Love You          | Jean-Étienne Dubois   | Priscilla Blue     | Brioni             | 1'10"8 |
| 2010  | Meaulnes du Corta | M.10 | France     | Voici du Niel     | Pierre Levesque       | Brioni             | Priscillia Blue    | 1'11"  |
| 2009  | Meaulnes du Corta | M.9  | France     | Voici du Niel     | Pierre Levesque       | Igor Font          | Offshore Dream     | 1'11"2 |
| 2008  | Opal Viking       | M.8  | Suède      | Turnpike Taylor   | Jorma Kontio          | Nijinski Blue      | Opus Viervil       | 1'11'1 |
| 2007  | Kesaco Phedo      | M.9  | France     | Caballio in Blue  | Jean-Michel Bazire    | Smashing Victory   | Frisky Bieffe      | 1'10"7 |
| 2006  | Kazire de Guez    | M.8  | France     | Udo de Touraine   | Jean-Michel Bazire    | Kool du Caux       | Lets Go            | 1'11"3 |
| 2005  | Vasterbo Daylight | F.8  | Suède      | Spotlite Lobell   | Ake Svanstedt         | Ilster d'Espiens   | Likable River      | 1'10"5 |
| 2004  | Kesaco Phedo      | M.6  | France     | Caballio in Blue  | Jean-Michel Bazire    | Alesi OM           | Revenue            | 1'09"9 |
| 2003  | Gigant Neo        | M.5  | Suède      | Super Arnie       | Jean-Michel Bazire    | Flambeau des Pins  | Ilster d'Espiens   | 1'13"2 |
| 2002  | Varenne           | M.7  | Italie     | Waikiki Beach     | Giampaolo Minnucci    | Fan Idole          | Flambeau des Pins  | 1'09"6 |
| 2001  | Gobernador        | M.7  | France     | Buvetier d'Aunou  | Dominick Locqueneux   | Gébrazac           | Not a Spacecase    | 1'11"  |
| 2000  | Moni Maker        | F.7  | États-Unis | Speedy Crown      | Jimmy Takter          | Remington Crown    | The Bad Boy        | 1'10"5 |
| 1999  | Remington Crown   | M.6  | Suède      | Lord of All       | Jos Verbeeck          | Mr Quickstep       | Érestan des Rondes | 1'12"2 |
| 1998  | Écho              | M.6  | France     | Qlorest du Vivier | Jean-Étienne Dubois   | General November   | Moni Maker         | 1'11"1 |
| 1997  | Gum Ball          | M.6  | États-Unis | Speedy Crown      | Stig-H. Johansson     | Triple T. Storm    | Activity           | 1'11"5 |
| 1996  | Crowning Classic  | M.5  | États-Unis | Crowning Point    | M. Baroncini          | Houston Laukko     | Toss Out           | 1'12"7 |
| 1995  | Houston Laukko    | M.7  | Finlande   | Choctaw Brave     | Jorma Kontio          | Coktail Jet        | Ina Scot           | 1'11"5 |
| 1994  | Giant Force       | M.5  | États-Unis | Meadow Road       | Olle Goop             | Queen L            | Volcan des Rotours | 1'13"3 |
| 1993  | Sea Cove          | M.7  | Canada     | Bonefish          | Jos Verbeeck          | To the Gate        | Lucky Tilly        | 1'12"8 |
| 1992  | Peace Corps       | F.6  | États-Unis | Baltic Speed      | T. Jansson            | Ziggy Hanover      | Vittorio           | 1'13"8 |
| 1991  | Mr. Lucken        | M.7  | Suède      | Able Mission      | T. Jansson            | Peace Corps        | Sorrento           | 1'12"4 |
| 1990  | Express Ride      | M.7  | États-Unis | Super Bowl        | H. Korpi              | Friendly Face      | Sabre d'Avril      | 1'12"5 |
| 1989  | Ourasi            | M.9  | France     | Greyhound         | Michel-Marcel Gougeon | Quinio des Bordes  | Friendly Face      | 1'14"5 |
| 1988  | Ourasi            | M.8  | France     | Greyhound         | Jean-René Gougeon     | Potin d'Amour      | Grades Singing     | 1'12"7 |
| 1987  | Ourasi            | M.7  | France     | Greyhound         | Jean-René Gougeon     | Grades Singing     | Mon Tourbillon     | 1'14"  |
| 1986  | Ourasi            | M.6  | France     | Greyhound         | Jean-René Gougeon     | Mon Tourbillon     | Micron Hanover     | 1'15"1 |
| 1985  | Mon Tourbillon    | M.7  | France     | Amyot             | Jean-Pierre Viel      | Lutin d'Isigny     | Minou du Donjon    | 1'15"  |
| 1984  | Lurabo            | M.7  | France     | Ura               | Michel-Marcel Gougeon | Lutin d'Isigny     | Mon Tourbillon     | 1'14"5 |
| 1983  | Spice Island      | M.5  | États-Unis | Lindy's Pride     | Kurt Hormann          | Ianthin            | Lutin d'Isigny     | 1'14"5 |
| 1982  | Hymour            | M.9  | France     | Nonant le Pin     | Jean-Pierre Dubois    | Super Male         | Idéal du Gazeau    | 1'15"9 |
| 1981  | Idéal du Gazeau   | M.7  | France     | Alexis III        | Eugène Lefèvre        | Iris de Vandel     | Ianthin            | 1'14"6 |
| 1980  | Hadol du Vivier   | M.6  | France     | Mitsouko          | Jean-René Gougeon     | Idéal du Gazeau    | Gadamès            | 1'14"1 |
| 1979  | High Echelon      | M.5  | France     | Patara            | Jean-Pierre Dubois    | Éléazar            | Hadol du Vivier    | 1'15"9 |
| 1978  | Éléazar           | M.8  | France     | Kerjacques        | Léopold Verroken      | The Last Hurrah    | Hurgo              | 1'15"4 |
| 1977  | Éléazar           | M.7  | France     | Kerjacques        | Léopold Verroken      | Delfo              | Dauga              | 1'15"  |
| 1976  | Bellino II        | M.9  | France     | Boum III          | Jean-René Gougeon     | Dimitria           | Clissa             | 1'15"3 |
| 1975  | Bellino II        | M.9  | France     | Boum III          | Jean-René Gougeon     | Dimitria           | Axius              | 1'15"4 |
| 1974  | Amyot             | M.8  | France     | Garde Moi         | Michel-Marcel Gougeon | Buffet II          | Casdar             | 1'16"7 |
| 1973  | Une de Mai        | F.9  | France     | Kerjacques        | Jean-René Gougeon     | Buffet II          | Dart Hanover       | 1'15"8 |
| 1972  | Une de Mai        | F.8  | France     | Kerjacques        | Jean-René Gougeon     | Dart Hanover       | Keystone Spartan   | 1'15"8 |
| 1971  | Une de Mai        | F.7  | France     | Kerjacques        | Jean-René Gougeon     | Vanina B           | Verdict            | 1'17"3 |
| 1970  | Une de Mai        | F.6  | France     | Kerjacques        | Jean-René Gougeon     | Tony M             | Tivaty Pélo        | 1'16"4 |
| 1969  | Une de Mai        | F.5  | France     | Kerjacques        | Jean-René Gougeon     | Eilen Eden         | Tidalium Pelo      | 1'16"8 |
| 1968  | Roquépine         | F.7  | France     | Atus II           | Henri Levesque        | Eilen Eden         | Seigneur           | 1'15"3 |
| 1967  | Roquépine         | F.6  | France     | Atus II           | Henri Levesque        | Petit Amoy F       | Quarina            | 1'16"5 |
| 1966  | Quioco            | M.6  | France     | Vermont           | Michel-Marcel Gougeon | Petit Amoy F       | Raskolnikov Z      | 1'16"3 |
| 1965  | Ozo               | F.7  | France     | Vermont           | Roger Massue          | Fury Hanover       | Behave             | 1'16"7 |
| 1964  | Nike Hanover      | M.7  | Italie     | Star's Pride      | Lumberto Bergami      | Hurst Hanover      | Fury Hanover       | 1'19"2 |
| 1963  | Newstar           | F.6  | France     | Petit Jean III    | Walter Baroncini      | Ozo                | Odysner            | 1'16"4 |
| 1962  | Masina            | F.6  | France     | Quinio            | François Brohier      | La Coulonces       | La Charmeuse       | 1'16"4 |
| 1961  | Tornese           | M.9  | Italie     | Pharaon           |                       | La Charmeuse       | Hickory Eire       | 1'15"6 |
| 1960  | Tornese           | M.8  | Italie     | Pharaon           | Sergio Brighenti      | Hairos II          | Jamin              | 1'15"7 |
| 1959  | Jamin             | M.6  | France     | Abner             | Jean Riaud            | Icare IV           | Jariolain          | 1'15"6 |
| 1958  | Jariolain         | M.5  | Italie     | Carioca II        | Orlando Zamboni       | Crevalcore         | Henribote          | 1'15"7 |

## Sources
- Pour les conditions de course et les dernières années du palmarès : site de la SETF
- Pour les courses plus anciennes :
  - site trot.courses-france.com - Grand Critérium de vitesse de la Côte d'Azur (1980-2008)
  - site trot.courses-france.com - Grand Critérium de vitesse de la Côte d'Azur (1950-1979)
  - archives des quotidiens  (Ouest-France, Sud-Ouest…)